# ジャスティン・エディンバラ
ジャスティン・チャールズ・エディンバラ（Justin Charles Edinburgh, 1969年12月18日 - 2019年6月8日）は、イングランド・バジルドン出身の元サッカー選手・指導者。現役時代のポジションはディフェンダー(LSB)。2017年より2019年6月死去までレイトン・オリエントFCの監督を務めた。

## 選手経歴
1988年にサウスエンド・ユナイテッドFCで選手としてのキャリアをスタートさせると、1990年にトッテナム・ホットスパーFCへ移籍した。トッテナムでは1991年にFAカップ制覇、1999年にフットボールリーグカップ制覇を経験した。トッテナムでは10年に渡り所属し、200試合以上の試合に出場した。

## 監督経歴
2003年に加入したビラリキー・タウンFCで選手兼任として監督のキャリアをスタートさせた。
2011年より指揮をとったニューポート・カウンティAFCではチームをフットボールリーグ2昇格に導いた 。
2017年1月にノーサンプトン・タウンFCの監督に就任したが、8月に不振により解任された。
2017年11月よりレイトン・オリエントFCの監督に就任した。2018-19シーズン、チームをカンファレンス・ナショナル優勝に導いた。
2019年6月1日、マドリードで行われたUEFAチャンピオンズリーグ 2018-19の決勝を古巣トッテナム・ホットスパーFCの元同僚たちと現地観戦していたが、2日後の6月3日に心臓発作で病院に緊急入院した。しかし5日後の6月8日に意識が戻らないまま息を引き取った。49歳没。

## 獲得タイトル
現役時代
トッテナム
- FAカップ:1回 (1990-91)
- フットボールリーグカップ:1回 (1998-99)
- チャリティ・シールド:1回 (1991)

指導者時代
レイトン・オリエント
- カンファレンス・ナショナル:1回 (2018-19)